# Мережевий екран

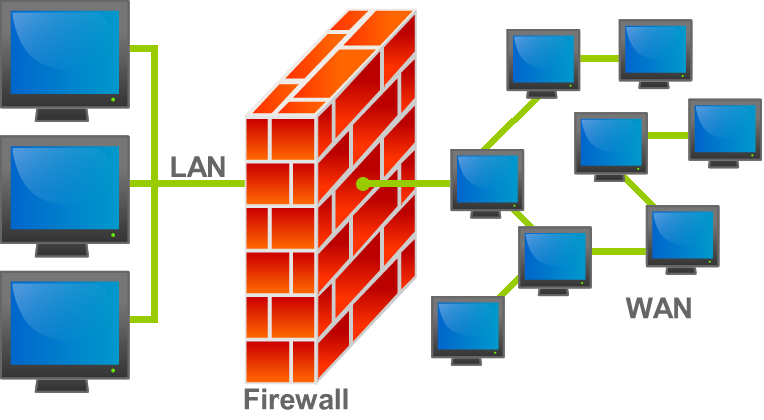

Міжмережевий екран, мережевий екран, брандмауер, фаєрво́л, файрво́л (англ. Firewall, вогняна стіна) — узагальнювальна назва фізичних пристроїв чи програмних застосунків, сконфігурованих, щоб допускати, відмовляти, шифрувати, пропускати мережевий трафік між областями різної безпеки мережі згідно з бажаним набором правил безпеки.

## Функції
Фаєрвол може бути у вигляді окремого приладу (так званий маршрутизатор або роутер), або програмного забезпечення, що встановлюється на персональний комп'ютер чи проксі-сервер. Простий та дешевий фаєрвол може не мати такої гнучкої системи налаштувань правил фільтрації пакетів та трансляції адрес вхідного та вихідного трафіку (функція переадресації).
В залежності від активних з'єднань, що відслідковуються, фаєрволи розділяють на:
- stateless (проста фільтрація), які не відслідковують поточні з'єднання (наприклад TCP), а фільтрують потік даних виключно на основі статичних правил;
- stateful (фільтрація з урахуванням контексту), з відслідковуванням поточних з'єднань та пропуском тільки таких пакетів, що відповідають логіці й алгоритмам роботи відповідних протоколів та програм. Такі типи фаєрволів дозволяють ефективніше боротися з різноманітними DDoS-атаками та вразливістю деяких протоколів мереж.

## Типи фаєрволів
Для того щоб відповідати вимогам широкого кола користувачів, існує три типи фаєрволів: мережного рівня, прикладного рівня і рівня з'єднання. Кожен з цих трьох типів використовує свій, відмінний від інших підхід до захисту мережі.
- Фаєрвол мережного рівня представлений екрануючим маршрутизатором. Він контролює лише дані службової інформації пакетів мережевого і транспортного рівнів моделі OSI. Мінусом таких маршрутизаторів є те, що ще п'ять рівнів залишаються неконтрольованими. Нарешті, адміністратори, які працюють з екрануючими маршрутизаторами, повинні пам'ятати, що у більшості приладів, що здійснюють фільтрацію пакетів, відсутні механізми аудиту та подачі сигналу тривоги. Іншими словами, маршрутизатори можуть піддаватися атакам і відбивати велику їх кількість, а адміністратори навіть не будуть проінформовані.

- Фаєрвол прикладного рівня також відомий як проксі-сервер (сервер-посередник). Фаєрволи прикладного рівня встановлюють певний фізичний поділ між локальною мережею і Internet, тому вони відповідають найвищим вимогам безпеки. Проте, оскільки програма повинна аналізувати пакети і ухвалювати рішення щодо контролю доступу до них, фаєрволи прикладного рівня неминуче зменшують продуктивність мережі, тому як сервер-посередник використовуються швидші комп'ютери.

- Фаєрвол рівня з'єднання схожий на фаєрвол прикладного рівня тим, що обидва вони є серверами-посередниками. Відмінність полягає в тому, що фаєрволи прикладного рівня вимагають спеціального програмного забезпечення для кожної мережевої служби на зразок FTP або HTTP. Натомість, фаєрволи рівня з'єднання обслуговують велику кількість протоколів.

## Спеціалізовані пристрої
- Firewall ZL1[1]
- Cisco PIX[en][2] та Cisco ASA[3]
- Checkpoint FireWall-1[4]
- Juniper Netscreen[5]
- WatchGuard Firebox[6]

## Персональні фаєрволи
- Zillya Internet Security[7]
- Kaspersky Internet Security
- Norton Personal Firewall[8]
- McAfee Firewall[9]
- Zone Alarm[10]
- Kerio WinRoute Firewall[11]
- Comodo Firewall[12]
- SoftPerfect Personal Firewall[13]
- K7 Total Security[14]
- Windows Firewall (Windows Defender Firewall)

## Програмне забезпечення
- WIPFW [15]
- netfilter [16]